# Finsch' kortpootlijster
De Finsch' kortpootlijster (Stizorhina finschi) is een zangvogel uit de familie Turdidae (lijsters).

## Verspreiding en leefgebied
Deze soort komt voor in de laaglanden van Sierra Leone en Liberia tot Ghana en zuidelijk Nigeria.